# Lyctus linearis
Espèce
Lyctus linearis (Lycte strié, lycte ligné ou vrillette à galeries linéaires) est une espèce d'insectes coléoptères de la famille des Bostrichidae, originaire des régions tropicales.
Les larves de ce coléoptère xylophage vivent dans l'aubier de certaines essences feuillues, des régions tempérées ou tropicales. Elles n'attaquent jamais les résineux. Le lycte strié attaque aussi bien le bois sur pied que les bois ouvrés (meubles, parquets, charpentes, etc.).
L'espèce peut être confondue avec une espèce voisine, Lyctus brunneus ou Lycte brun. 

## Distribution
L'aire de répartition de cette espèce englobe le bassin méditerranéen, l'Europe, la Russie et le nord de l'Asie, à l'exclusion de la Chine) ainsi que l'Amérique du Nord (États-Unis et Canada) et l'Australie, où elle a été introduite,.

## Synonymes
Selon PaDIL :
- Dermestes linearis Goeze, 1777,
- Lyctus canaliculatus Fabricius, 1792,
- Lyctus fuscus Linnaeus, 1767,
- Lyctus striatus Melsheimer, 1844.